# Tage Nielsen (komponist)
 For alternative betydninger, se Tage Nielsen. (Se også artikler, som begynder med Tage Nielsen)
Tage Nielsen (16. januar 1929 på Frederiksberg – 23. marts 2003) var en dansk komponist og rektor for Det jyske Musikkonservatorium i Århus.
Tage Nielsen voksede op i Ribe hvor han fik klaverundervisning fra 12-årsalderen. Allerede som 10-årig havde han lavet sine første kompositionsforsøg sammen med en violinspillende kammerat. Han fortæller selv hvordan de i Salmonsens leksikon læste hvad sonateformen indebar og derefter brugte beskrivelsen som en opskrift til deres egen sonate. Også i gymnasietiden komponerede han og deltog i Ribes begrænsede musikliv. I den tid stiftede han personligt bekendtskab med Rued Langgaard, der var organist i Ribe Domkirke.
I 1955 blev Tage Nielsen cand. mag. i musik og fransk, men allerede fra 1951 var han tilknyttet DR's musikafdeling. I 1954 blev han programsekretær, og fra 1957-1963 programredaktør og souschef for musikafdelingen. Fra 1963-1983 var han derefter direktør/rektor for Det jyske Musikkonservatorium i Århus, og fra 1964 også professor i musikteori og musikhistorie. De næste 6 år var han direktør for Det danske Akademi i Rom. Desuden har han været medlem af Århus Byorkesters forretningsudvalg, repræsentantskabet for Statens Kunstfond, formand for udvalget for tonekunsten under Statens Kunstfond (1971-1974), samt formand for Samfundet til Udgivelse af Dansk Musik. Fra 1965-1970 var han medlem af bedømmelseskomiteen for Nordisk Råds Musikpris og 1967-1971 medlem af DRs programudvalg.
Som mangeårig souschef i DRs musikafdeling og leder af Det jyske Musikkonservatorium, deltog Tage Nielsen i den offentlige debat både om musikkens udvikling og om dens vilkår. Hans åbenhed over for nye tanker og initiativer placerede Det jyske Musikkonservatorium som et eksperimenterende og nutidsbevidst modstykke den mere traditionsbundne søsterinstitution i København. En del af tidens yngre komponistspirer som Fuzzy, Ingolf Gabold, Per Nørgård og Svend Nielsen drog til Århus, fordi de der fandt et bedre miljø for deres udfoldelser.

## Musikken
Ligesom så mange andre i sin generation blev Tage Nielsen optaget af 1950’ernes nye måder at komponere på, men han gik uden om de mest radikale metoder som rækketeknik og aleatorik.
| Citat                                 | ...det, der interesserede mig, var ikke så meget den konstruktive side af sagen, altså prædetermination, seriel organisation og den slags, nej, det var langt mere den magiske nye klangverden, man mødte hos komponister som Boulez, Nono, Berio og Castiglioni. Med den som udgangspunkt forsøgte jeg tidligt at skabe en særlig lyrisk Darmstadt-dialekt, som passede til mit næb som komponist. Det var nemlig vigtigt for mig, ja aldeles nødvendigt, at det, der kom ud af anstrengelserne, lød som musik i mine ører, og ikke bare som brudstykker af kompositorisk materiale. Sådan har jeg det forresten stadigvæk, og det er nok denne indstilling (begrænsning), der gør, at jeg undertiden keder mig gudsjammerligt ved koncerter med ny musik. Den nævnte dialekt har lige siden været en del af mit skabende grundlag. Men med årene er der selvfølgelig kommet mange andre boller på suppen, indtil jeg - i hvert fald foreløbig - er nået til et stilistisk ståsted, der vel nærmest kan karakteriseres som en art romantisk farvet ekspressionisme. | Citat |
| Dansk Musiktidsskrift - 1998/99 nr. 4 | |       |

### Kompositioner (ikke komplet)
- Sonatine for 2 fagotter (1948)
- Sonate for klaver (1950)
- 3 sange (1946-1951)
- Toccata for orgel (1951)
- Allegretto grazioso (blokfløjte og klaver – 1952)
- Intermezzo gaio (orkester – 1952)
- Pjerrot og Maanen (tema med variationer for 2 blokfløjter – 1955)
- Allegro amabile for blokfløjte & klaver (blokfløjte og klaver – 1955)
- Passacaglia (6 blokfløjter og 1 fidel (1958)
- 2 Nocturner (klaver 1961)
- 4 Miniaturer for strygeorkester (1963)
- 3 smaa klaverstykker (1963)
- Filoktet (skuespil af Sofokles – 1964)
- Varianter (fløjte 1964)
- Bariolage (orkester – 1965)
- Tema med variationer for 3 blokfløjter (1966)
- To impromptus (viola og orgel – 1967)
- Il giardino magico (symfonisk digt for orkester – 1968)
- Til Århus lystige tappenstreger (orkester – 1968)
- Sol, måne og stjerner (klaver – 1969)
- To franske Kærlighedssange (1970)
- Marker og enge (divertimento for orgel – 1971)
- Epistel (klaver 1972)
- Tre karakterstykker og en epilog (klaver – 1972)
- 8 korsange for (1-4 stemmer – 1974)
- Marche militaire (blandet kor – 1974)
- Attisk sommer (sopran, slagtøj og guitar – 1974)
- Recitativ og elegi (guitar 1975)
- Three black madrigals (tekst Sylvia Plath – blandet kor – 1978)
- Tre Shakespeare-fragmenter (sopran, obo, violoncel og klaver 1978)
- Lamento for orkester (1978)
- 5 Blake-sange (sopran & vibrafon – 1979)
- Passacaglia for orkester (1981)
- To stykker for solofløjte (1981)
- 3 mexicanske digte (sang og klaver – 1982)
- Improvisation og fuga (klarinet, cello og klaver – 1983)
- Salontrio (fløjte, bratsch og harpe – 1984)
- Ballade for klokkespil, vibrafon og marimba (1984)
- To korsange (tekst af Henrik Nordbrandt – 1984)
- In tribulatione mea (motet for blandet kor – 1985)
- Paesaggi per due pianoforti (1985)
- Tramonto per violoncello e percussione (1989)
- Ritual (mezzosopran, fløjte, slagtøj og klaver – 1989)
- Fem operafragmenter (1986-1990)
- Pastorale (klokkespil, vibrafon og 2 marimbaer – 1990)
- The Frosty Silence in the Gardens (guitar 1990)
- Tre korsange (tekst Thøger Larsen – 1990)
- Auguri (klaver 1992)
- 5 stykker for soloklarinet (1992)
- Lamento for orgel (1993)
- Five Romantic Songs (mezzosopran og guitar – 1994)
- A Winter's Tale (Sonatina for klarinet og klaver – 1994)
- Fanfare for Axel (saxofonkvartet – 1994)
- Latter i mørket (opera efter roman af Vladimir Nabokov – 1995)
- Drei Lieder (sopran og orgel – 1995)
- Koralfantasi for orgel (1995)
- Diptykon (bo og orgel – 1996)
- Nocturne (bl. kor og antikke bækkener – 1996)
- Fantasistykke (cello – 1997)
- Canzone per oboe solo (1997)
- Trio semplice (violin, horn og klaver – 1997)
- Konzertstück (klaver og 11 instrumenter – 1998)
- 6 epigrammer (klaverkvintet – 1998)
- Tre danske korsange (1984 og 1998)
- Songs of Sun, Wind, and Darkness (tekst af Emily Dickinson – 9 stemmer og 3 instrumenter – 1999)